# Plate (Mecklembourg)
Plate est une ville de Mecklembourg-Poméranie-Occidentale, en Allemagne, dans l'arrondissement de Ludwigslust-Parchim.

## Jumelages
- Sörup (Allemagne)